# Бардах, Юлий Меирович
Юлий Меирович (Меерович, Маркович) Бардах (1827, Владимир-Волынский, Российская империя — 24 января 1903, Одесса, Российская империя) — русский учёный-гебраист, литератор, переводчик с древнееврейского и арамейского языков, педагог. Личный почётный гражданин.

## Биография
По преданию, Бардах являлся потомком Самуила бен-Давида, автора «Taz» (комментатора Шулхан аруха; инициалы Ture Zahab), откуда и произошла фамилия Ba RDa Ch (инициалы בני ר' דוד חריף); его отец, был раввином, автором «Taameh Torah» (Вильно, 1822), желал дать ему европейское образование. С 17 лет, бедствуя в Одессе, Ю. Бардах стал изучать без посторонней помощи еврейский и восточные языки.
В 1850 году был назначен учителем Хотинского казённого еврейского училища I разряда, позже измаильского, а в 1857 году одесской талмуд-торы, где и прослужил 25 лет.
Кроме того, Ю. Бардах преподавал Закон Божий в одесских казённых гимназиях и с 1871 года служил цензором еврейских книг. За свою педагогическую деятельность Ю. Бардах был возведён в потомственное почётное гражданство.
Среди прочего ему принадлежат: перевод с немецкого «О еврейском склонении» С. Пинскера, 1868; «Каталог арабских и еврейских рукописей на древнееврейском языке», 1861; перевод «Руководства к изучению Мишны» Гейгера, 1871; филологические заметки о разных арамейских корнях.
Кроме того, Ю. Бардах сотрудничал с прессой, печатался со статьями в журнале «Рассвет» (1860—1861) и газете «Гамагид».
Его сыном был Яков Юлиевич Бардах, бактериолог, врач и педагог, основатель и руководитель первой бактериологической станции Российский империи в Одессе, а внуком — историк Юлиуш Бардах.